# Fun It
Fun It is een nummer van de Britse rockband Queen, van het album Jazz, waarop het als tiende nummer stond. Het is geschreven door Roger Taylor.